# NetCDF
NetCDF(Network Common Data Form)는 배열 중심 과학 데이터의 생성, 액세스 및 공유를 지원하는 소프트웨어 라이브러리 및 자체 설명적이고 기계 독립적인 데이터 형식 세트이다. 프로젝트 홈페이지는 UCAR(University Corporation for Atmospheric Research)의 유니데이터(Unidata) 프로그램에서 호스팅된다. 또한 netCDF 소프트웨어, 표준 개발, 업데이트 등의 주요 소스이다. 형식은 개방형 표준이다. NetCDF Classic 및 64비트 오프셋 형식은 개방형 공간 정보 컨소시엄의 국제 표준이다.
이 프로젝트는 1988년에 시작되었으며 여전히 UCAR의 적극적인 지원을 받고 있다. 원래 netCDF 바이너리 형식(1990년 출시, 현재 "netCDF 클래식 형식"으로 알려짐)은 여전히 전 세계적으로 널리 사용되고 있으며 모든 netCDF 릴리스에서 계속 완벽하게 지원된다. 버전 4.0(2008년 출시)에서는 HDF5 데이터 파일 형식을 사용할 수 있다. 버전 4.1(2010)에는 OPeNDAP를 통해 지정된 원격 데이터 하위 집합에 대한 C 및 포트란 클라이언트 액세스에 대한 지원이 추가되었다. 버전 4.3.0(2012)에는 윈도우 빌드용 CMake 빌드 시스템이 추가되었다. 버전 4.7.0(2019)에는 아마존 S3 객체 읽기에 대한 지원이 추가되었다. 성능을 개선하고, 기능을 추가하고, 버그를 수정하기 위한 추가 릴리스가 계획되어 있다.

## 같이 보기
- 커먼 데이터 포맷(CDF)
- 계층적 데이터 형식
- FITS